# Associazione Sportiva Solbiatese 1966-1967
Questa voce raccoglie le informazioni riguardanti l'Associazione Sportiva Solbiatese nelle competizioni ufficiali della stagione 1966-1967.

## Rosa
| N. |                   | Ruolo | Calciatore       |
| -- | ----------------- | ----- | ---------------- |
|    | Italia (bandiera) | C     | Giannino Babbo   |
|    | Italia (bandiera) | C     | Ivan Bertuolo    |
|    | Italia (bandiera) |       | Biasini          |
|    | Italia (bandiera) | A     | Mario Boetto     |
|    | Italia (bandiera) | P     | Roberto Casazza  |
|    | Italia (bandiera) | C     | Emilio Codecasa  |
|    | Italia (bandiera) | C     | Adelio Crespi    |
|    | Italia (bandiera) | A     | Mario Dolgan     |
|    | Italia (bandiera) | D     | Giovanni Eridano |
|    | Italia (bandiera) | D     | Luciano Fiorin   |

| N. |                   | Ruolo | Calciatore        |
| -- | ----------------- | ----- | ----------------- |
|    | Italia (bandiera) | A     | Carlo Foglia      |
|    | Italia (bandiera) | A     | Luciano Fregonese |
|    | Italia (bandiera) | C     | Luigi Marcioni    |
|    | Italia (bandiera) | C     | Carlo Morganti    |
|    | Italia (bandiera) | C     | Giampiero Mutti   |
|    | Italia (bandiera) | A     | Sergio Palvarini  |
|    | Italia (bandiera) | A     | Aurelio Ripamonti |
|    | Italia (bandiera) | A     | Tomaso Rossi      |
|    | Italia (bandiera) | D     | Francesco Taddei  |
|    | Italia (bandiera) | A     | Alberto Vanzulli  |